# Matt Taibbi

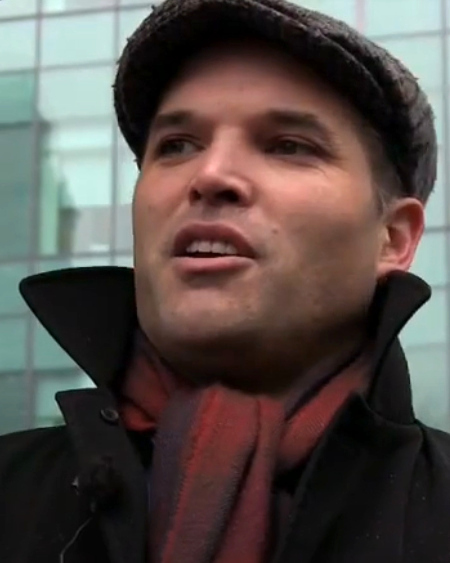
Matt Taibbi (2012)

Matthew Colin „Matt“ Taibbi (* 2. März 1970) ist ein US-amerikanischer Journalist und Autor. Er schreibt die monatliche Kolumne Road Rage für den Rolling Stone und die Onlinekolumne The Low Post. Aufsehen erregte er durch einen Artikel über Goldman Sachs bezüglich der Finanzkrise. Taibbi leitete von Februar 2014 bis Oktober 2014 das zweite digitale Magazin von First Look Media, die auch The Intercept herausgeben. Seit April 2020 gibt Taibbi auf der unabhängigen Publikationsplattform Substack den Newsletter TK News heraus.

## Leben
Taibbi verbrachte seine Kindheit in einem Vorort von Boston, Massachusetts. Er besuchte die Concord Academy und machte 1992 einen Abschluss am Bard College in New York. Während seiner Studienzeit verbrachte er ein Jahr an der Technischen Universität St. Petersburg; später ließ er sich in Moskau nieder. Sein Vater ist Mike Taibbi, ein Fernsehreporter für den Sender NBC.

## Karriere
Im Jahre 1992 zog Taibbi nach Usbekistan, wo er sechs Monate blieb, bevor er wegen kritischer Artikel über den Präsidenten Islom Karimov ausgewiesen wurde. Danach arbeitete er für die Moscow Times als Sportkorrespondent, später war er Profisportler in Russland und der Mongolei. Nebenher schrieb er für die mongolische Nachrichtenagentur Montsame. Weil er sich beim Basketball in Ulaanbaatar verletzt hatte und an einer schweren Lungenentzündung erkrankt war, kehrte er zur Behandlung nach Boston zurück. Nachdem er sich bei seiner Familie erholt hatte, ging er wieder nach Russland und wurde Mitarbeiter beim Auswanderermagazin Living Here. Dort gab er zusammen mit Mark Ames die Zeitung The eXile heraus. Taibbi sagte später über diese Erfahrung: „Wir waren außerhalb der Reichweite des amerikanischen Gesetzes und wir mussten nicht wirklich Rücksicht auf unsere Werbepartner nehmen. Wir hatten die totale Freiheit.“
2002 kam er zurück in die USA, um das Satiremagazin The Beast in Buffalo zu gründen. Er wurde Freelancer und schrieb für The Nation, Playboy, New York Press (wo er eine regelmäßige politische Kolumne für mehr als zwei Jahre hatte), Rolling Stone, New York Sports Express und andere. „Für mich ist es eine Karrierefehlentwicklung. Ich wollte Romane schreiben“, sagte er vor Studenten an der NYU in einer Gastvorlesung.
Taibbi verließ die New York Press im August 2005, kurz nachdem Herausgeber Jeff Koyen aufgrund von Taibbis Kolumne Die 52 lustigsten Dinge über den bevorstehenden Tod des Papstes gefeuert wurde. „Ich habe inzwischen mitbekommen, dass es für mich sowieso keine Möglichkeit gegeben hätte zu bleiben“, schrieb Taibbi später. Anschließend heuerte er beim Rolling Stone Magazine an. Er berichtete in ausführlichen Artikeln online und für die gedruckte Ausgabe über internationale und innerpolitische Angelegenheiten.
Im Juli 2009 erschien dort sein aufsehenerregender Artikel über Goldman Sachs. Darin beschreibt Taibbi die Verquickungen des mächtigen Geldhauses mit höchsten Regierungsstellen in den USA. So wurden die späteren Finanzminister, Robert Rubin (in der Clinton-Administration) und Henry Paulson (unter der Bush-Ägide), jeweils bei Goldman Sachs ausgebildet. Der von Clinton berufene Rubin führte während seiner Amtszeit im Finanzministerium eine Reihe von Entscheidungen mit weitreichenden Folgen für die Deregulierung des Finanzmarktes herbei. Besonders dreist war Taibbi zufolge, dass Goldman Sachs Papiere auf den Markt brachte, gegen die das Geldhaus dann selbst wettete. So strich Goldman angeblich hohe Gewinne dadurch ein, indem die eigenen Investoren geschädigt wurden. Ökonomisch viel weitreichender waren aber die Pleiten der Konkurrenten Bear Stearns und Lehman Brothers, für die Goldman Sachs mehr oder weniger verantwortlich gewesen sein soll. Auch die für Goldman Sachs wichtigste Aufsichtsbehörde, die Federal Reserve Bank of New York, wurde mit Stephen Friedman und William Dudley zeitweise von zwei ehemaligen Goldman-Bankern geführt. Zum Ende seines Artikels kommt Taibbi zu dem Fazit: „Die Regierung mag andere Player am Markt sterben lassen, aber sie wird es definitiv unter keinen Umständen zulassen, dass Goldman Sachs Bankrott macht. Seine Stellung am Markt ist dafür zu bedeutend.“
Bei Real Time with Bill Maher, einer Emmy-nominierten amerikanischen Talkshow, war Taibbi Sonderkorrespondent für den Präsidentschaftswahlkampf 2008. Für MSNBCs The Rachel Maddow Show stand er im Zuge der Wirtschaftskrise 2009 vor der Kamera.
Ende Oktober 2014 beendete Taibbi die erst im Februar begonnene Zusammenarbeit mit First Look Media und kehrte zum Rolling Stone zurück. Im Jahr 2016 schrieb Taibbi dort vor allem Artikel über den US-Präsidentschaftswahlkampf. Nach der Wahl Donald Trumps entstand daraus sein im Januar 2017 veröffentlichtes Buch „Insane Clown President“. Seit 2020 publiziert Taibbi nur noch gelegentlich im Rolling Stone und stattdessen in „Vollzeit“ auf der Onlineplattform Substack, wo er zuvor bereits sein Buch „Hate Inc.“ kapitelweise veröffentlicht hatte.
Er ist einer der Erstunterzeichner der Westminster Declaration, die sich gegen Zensurvorhaben ausspricht.

### Die „Twitter-Akte“
Am 2. Dezember 2022 begann Taibbi E-Mails aus dem Jahr 2020 zu verbreiten, in denen sich Twitter-Mitarbeiter über den Umgang mit einem Bericht der New York Post über einen Laptop, der Hunter Biden gehörte, ausgetauscht hatten. Die auf Twitter per Screenshot veröffentlichten Auszüge, „Twitter Files“ genannt und von Twitters neuem CEO Elon Musk weiterverbreitet, wurden ausgewählt aus „Tausenden interner Dokumente von Twitter-internen Quellen“. Letztlich bestätigte Taibbis Auswahl größtenteils bereits Bekanntes und enthielt keine bedeutenden neuen Enthüllungen. In einer der zitierten E-Mails äußert Ro Khanna gegenüber der damaligen Twitter-Juristin Vijaya Gadde seine Sorge über Twitters Entscheidung, die Verbreitung des New-York-Post-Beitrags über Hunter Biden einzuschränken. Dies, so Khanna, verletze die Redefreiheit.

## Artikel (Auswahl)
- The Great American Bubble Machine (auf Deutsch)
- The Great American Bubble Machine: How Goldman-Sachs blew up the economy
- The Big Takeover, which describes how Wall Street giants have consolidated their power as a result of financial crisis and bailout
- Wall Street's Bailout Hustle
- The $9 Billion Witness: Meet JPMorgan Chase’s Worst Nightmare

## Auszeichnungen
- 2008: National Magazine Award in der Kategorie „Kolumnen und Kommentare“